# Coelioxys bruchi
Coelioxys bruchi är en biart som beskrevs av Carlos Schrottky 1909. Coelioxys bruchi ingår i släktet kägelbin, och familjen buksamlarbin. Inga underarter finns listade i Catalogue of Life.